# Messapicetus
Messapicetus — вимерлий рід дзьобатих китів пізнього міоцену. Наразі він містить два види, M. longirostris з тортона Італії і M. gregarius з формації Піско в Перу. Проте третій безіменний вид представлений у формації Сент-Меріс у Меріленді, відомому за фрагментарним матеріалом. M. gregarius є статево диморфним, самці мають бивні, які, як припускають, використовувалися у внутрішньовидовому бою за партнерів.